# هورست زاختليبن
هورست زاختليبن (24 سبتمبر 1930 - 24 مايو 2022)، هو ممثل ومُخرج سينمائي ألماني. ولد في برلين حيث درس أيضًا نظرية الدراما وعلم فقه اللغة الجرماني وتاريخ الفن.

## روابط خارجية
- Horst Sachtleben في قاعدة بيانات الأفلام على الإنترنت
- وكالة هيبلر باللغة الألمانية
- سيرة ذاتية قصيرة باللغة الألمانية